# Dueña y señora
Dueña y señora é uma telenovela estadunidense-porto-riquenha exibida em 2006 pela Telemundo.

## Sinopse
Adriana Campos, uma bela jovem, que cresce acreditando ser órfã, que se torna dona e senhora do próprio destino, mas não sem antes passar por um sofrimento que quase acaba com sua vida. Seu pai é: Esteban Robles que se apaixonou pela filha de uma família em conflito com sua família. E não só: Esteban se casou quando se apaixonou por Beatriz sem dizer nada a ela. A forte rejeição dos pais de Beatriz a esse amor convenceu Esteban de que o melhor era se afastar dela, então ele voltou para a Europa, com sua esposa, obrigando-se a se separar do amor de Beatriz. O que Esteban não sabia é que Beatriz tinha engravidado e tinha uma filha,Adriana Campos . Os pais de Beatriz a levaram a crer que a menina havia nascido morta e a entregaram aos cuidados da família Peña , que a criou como colecionador.
Adriana cresce e aos 18 anos conhece Diego Santa Rosa , por quem se apaixona profundamente. Mas Diego é namorado de Mariela Peña , filha da família que a acolheu. Diego também se apaixona por ela e decide suspender o casamento com Mariela Peña , o que gera grande ódio familiar para Adriana Campos .
Alejandro Peña , tutor legal de Adriana Campos até a maioridade, é um homem muito ambicioso que queria manter a fortuna de Adriana Campos . Ele fará todo o possível para evitar que Adriana Campos herde sua grande fortuna.
Mas, Esteban Robles , uma vez recuperado do ataque que sofreu e que o deixou para morrer, dedica-se a procurar a filha. Uma vez encontrado, dá a ela um mundo completamente diferente daquele que ela conheceu em sua vida. Esteban transforma sua filha em outra mulher, uma grande senhora da sociedade, e é aqui que começa uma vingança bem organizada em que ela enfrentará um a um todos aqueles que a machucaram em algum momento de sua vida.
O amor entre Adriana e Diego nunca morre, mas está muito mergulhado em ressentimento e dor. Não será fácil para Adriana aceitar de novo o amor de Diego, um amor que ela deu no passado cheia de sonhos, ingenuidade e esperança.

## Elenco
- Karla Monroig - Adriana Campos / Amanda Soler
- Ángel Viera - Diego Santa Rosa
- Flor Núñez - Ivana Borgés De Santa Rosa
- Braulio Castillo - Manuel Santa Rosa
- Pedro Juan Figueroa - Esteban Robles
- Gilda Haddock - Beatríz
- Raúl Rosado - Alejandro Peña
- Jonathan Montenegro - Carlos Alberto Peña
- Gladys Rodríguez - Mamá Elvira
- Meche Mercado - Carmen De Peña
- Charlie Masso - Radamés
- Jorge Alberti - William Santa Rosa
- Edgardo Monserrat - Javier Peña
- Daniela Droz - Carlota Peña
- Katiria Soto - Eloisa Santa Rosa
- Eli Cay - Leopold Hardwich